# 擬音
擬音（ぎおん）とは実在のものと異なる音源によって表現された効果音である。
映画、テレビ番組の制作、演劇などにおいて効果音を出すため本物の音を出すことが困難な場合に用いられる。
また、漫才などでは口笛を駆使し鳥の鳴き声をまねるものもある。

## 道具を使った擬音
劇中などで主に用いられる音響効果である。一般に小道具係の仕事範囲でもある。
- 馬の蹄音 -- 木の椀を2つ使ったもの、椰子の実を2つに割った物などを土の上で鳴らす。
- 波の音 -- 小豆と籠を使ったもの 小豆を入れた籠を揺らして立てる。
- 風の音 -- 風車と呼ばれる手こぎの小道具を使用する

## 体の一部を使ったもの
- 人差指と口 - ビンの蓋をあける音
- 手の甲と口 - おならの音